# Baskharka
Baskharka – gaun wikas samiti w zachodniej części Nepalu w strefie Dhawalagiri w dystrykcie Parbat. Według nepalskiego spisu powszechnego z 2001 roku liczył on 227 gospodarstw domowych i 1008 mieszkańców (555 kobiet i 453 mężczyzn).